# Victor Crowley
Victor Crowley è un serial killer immaginario, personaggio principale della saga di "Hatchet".

## Aspetto fisico
Victor si presenta come un uomo molto alto e di corporatura robusta. Ha i capelli lunghi, scompigliati il volto e il corpo orribilmente deformato, con tanto di cicatrice che lo attraversa diagonalmente. Indossa una salopette di jeans e porta sempre con sé un'accetta bipenne, dalla quale non si separa mai, che usa per uccidere le sue vittime.

## Abilità
In quanto non-morto, Victor è praticamente immortale. Se venisse ucciso, tornerebbe immediatamente in vita dopo pochi minuti. Victor possiede una forza sovrumana, tale che secondo Marybeth potrebbe sollevare mezzi del calibro di una grossa auto (come un pick-up) o di un autobus pieno di gente senza troppi sforzi. Inoltre possiede una resistenza sovrumana, tale da rialzarsi quasi subito dopo essere stato steso da un forte colpo infertogli da una mazza da baseball ricoperta d'acciaio. Ha anche una rigenerazione elevata. Dopo essere stato ferito da un coltello al braccio, esso si è subito rigenerato.